# Euhyloptera simillima
Euhyloptera simillima är en insektsart som beskrevs av Ronald Gordon Fennah 1965. Euhyloptera simillima ingår i släktet Euhyloptera och familjen Flatidae. Inga underarter finns listade i Catalogue of Life.